# Sinocyrtaspis huangshanensis
Sinocyrtaspis huangshanensis är en insektsart som beskrevs av Liu, Xiangwei 2000. Sinocyrtaspis huangshanensis ingår i släktet Sinocyrtaspis och familjen vårtbitare. Inga underarter finns listade i Catalogue of Life.